# دیوارنویسی آمریکایی
دیوارنویسی آمریکایی (به انگلیسی: American Graffiti) یکی از اولین فیلم‌های ساخته‌شده توسط جرج لوکاس و محصول ۱۹۷۳ آمریکا است. فیلم در مورد برشی از زندگی چند جوان ۱۸سالهٔ آمریکاییِ تازه‌فارغ‌التحصیل‌شده از دبیرستان است.
این فیلم در سال ۱۹۹۵ در دفتر فهرست فیلم ملی کتابخانهٔ ملی کنگرهٔ آمریکا ثبت شد.

## بازیگران
- کندی کلارک
- ران هاوارد
- ریچارد درایفس
- سیندی ویلیامز
- مکنزی فیلیپس
- چارلز مارتین اسمیت
- پال لو مات
- هریسون فورد
- سوزان سامرس
- بو هاپکینز
- کاتلین کویینلان